# Gwary szwajcarskie

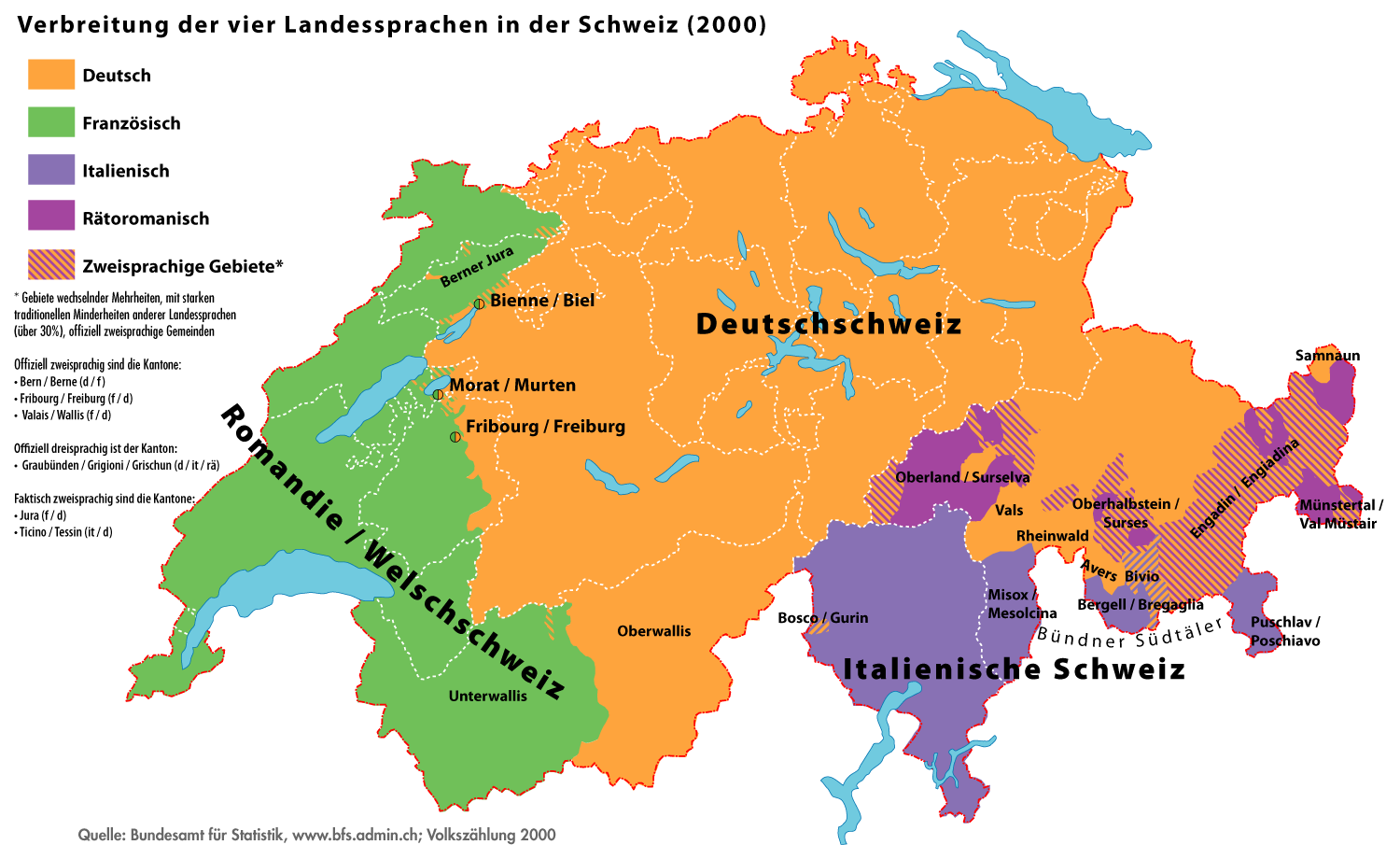
Języki w Szwajcarii (gwary Schwyzertüütsch występują tylko na terenie strefy niemieckojęzycznej).

Gwary szwajcarskie, zbiorcza nazwa własna Schwyzertüütsch (także: Schwyzerdütsch i Schweizerdeutsch) – grupa gwar alemańskich języka niemieckiego używanych na terenie Szwajcarii i Księstwa Liechtenstein. Etnolekty te dominują w komunikacji ustnej, podczas gdy funkcję języka literackiego pełni standardowa niemczyzna (jednakże na terenie kantonów: Sankt Gallen, Berno i Zurych wydawane są książki w miejscowych gwarach alemańskich).
Między gwarami Schwyzertüütsch istnieją znaczne różnice: składają się z trzech głównych zespołów gwarowych: dolnoalemańskiego (w mieście Bazylea), górnoalemańskiego (większość terytorium Szwajcarii z odrębnymi gwarami Berna i Zurychu) oraz wysokoalemańskiego (wschodnia część kantonu Valais, Oberland w kantonie Berno oraz wschodnia część kantonu Fryburg). Użytkownicy języka niemieckiego często nie rozumieją szwajcarskich gwar alemańskich. W gwarach wszystkie swoje programy nadają lokalne stacje radiowe i telewizje TeleZüri, TeleBärn i Telebasel, także telewizja publiczna Schweizer Fernsehen nadaje szwajcarskie wiadomości w schwyzertüütsch (Schweiz aktuell).
W odróżnieniu od gwar w Niemczech szwajcarskie gwary są używane przez wszystkie grupy społeczne.

## Gramatyka

### Zasady wymowy
W wielu gwarach szwajcarskich bardzo często zanika nieakcentowane „e”. Przykład:
- ich habe gefunden – i ha gfunde
- ich bin gegangen – i bi gange
- ich habe gesagt – i ha gseit

Często z „eu” tworzy się „ü” (jest to archaizm – nie zaszła dyftongizacja). Przykład:
- freundlich – fründlich
- Feuer – Füür
- Steuer – Stüür (Lenkrad)
  - lecz: i mues Stüre zale (Steuern)
- Abenteuer – Abentüür
- Teufel – Tüüfel

Z „äu” też często tworzy się „ü”. Przykład:
- läuten – lüüte
- häuten – hüüte

ale:
- gläubig – glöibig

Z niemieckiego „ei” powstaje „i”. Przykład:
- gleich – glych
- Feier – Fyr
- fein – fyn
- Zeit – Zyt

ale:
- zeigen – zäige lub zeige
- reisen – räise lub reise
- Schleier – Schläier lub Schleier

Jeśli na początku zdania pojawia się „ei”, nie zostaje ono przekształcone w inną formę.
- Eier – Äier
- eins – Äis
- Eigentor – Äigegoal

Często „ie” pojawia się z przegłosem
- liebe Kinder – liebi Chind

Z „au” tworzy się „u”. Przykład:
- auf – uf
- Aufgaben – Uufgabe
- Ausländer – Uusländer
- brauchen – bruuche

ale:
- kaufen – chaufe
- laufen – laufe
- glauben – glaube

Z „a” często powstaje „o”. „ä” wymawiane jest jako [æ]. Przykład:
- Ich sage – i säge
- manchmal – mängsmal oder mängisch
- ich frage – i froge
- ich wage es – i woge es

Z „ü” często tworzy się „üe”.
- ich übe – i üebe
- die Wunde blutet – d Wunde blüetet
- die Prüfung – d Prüefig

Z niemieckiego „k” tworzy się „ch”. Przykład:
- ich bin krank – i bi chrank
- das Kleid – s Chleid
- das Kind – s Chind
- der Krieg – de Chrieg

### Deklinacja (Rodzajnik)
Rodzajniki określone w narzeczach szwajcarskich najczęściej ulegają zmianie np.
der Vater – de Vatter
die Mutter – d Mueter
das Kind – s Chind
die Menschen – d Mänsche
a tak wyglądają rodzajniki nieokreślone:
ein Mann – en Maa
eine Frau – e Frau
ein Kind – es Chind
A oto kilka przykładów dotyczących deklinacji:
der Vater ruft – de Vatter rüeft
der Beruf des Vaters – em Vatter sin Bruef
das Buch gehört dem Vater – s Buech ghört em Vatter
der Sohn überredet den Vater – de Sohn überredt de Vatter
die Mutter ruft – d Mueter rüeft
der Beruf der Mutter – de Mueter iren Bruef
das Buch gehört der Mutter – s Buech ghört de Mueter
der Sohn überredet die Mutter – de Sohn überredt dMueter
das Kind ruft – s Chind rüeft
die Schule des Kindes – im Chind sini Schuel
das Buch gehört dem Kind – s Buech ghört em Chind
die Mutter überredet das Kind – d Mueter überredt s Chind

### Przypadki
Wołacz
W szwajcarskich gwarach rozróżnia się przypadek wołacza od innych przypadków przez opuszczenie rodzajnika, który w innych przypadkach jest obowiązkowy.
Przykład:
Mianownik (obowiązkowo z rodzajnikiem, inaczej niż po niemiecku):
Dr  Vatter geit hei – Ojciec idzie do domu
D'Mueter lismet – Matka robi na drutach
Ds Ching gränet – Dziecko płacze
Wołacz (bez rodzajnika):
Vatter, gang hei – Tato, idź do domu
Mueter, tue lisme – Mamo, rób na drutach
Ching, tue nid gräne – Dziecko, nie płacz

### Koniugacja (Czasownik)

#### Bezokoliczniki
W szwajcarskich gwarach pojawia się dodatek „go”.
Przykład:
Wir gehen einkaufen – Mer gönd go ychaufe.
Wir gehen heute im Restaurant essen. – Mer gönd hüt im Restooràà go ässe.
Ich gehe spazieren – I gaa go spaziere.
ale: (czasowniki modalne)
Ich muss noch viel lernen. – I mues no vil lerne.
Ich soll aufräumen. – I sött ufrume.
Ich kann lesen. – i cha läse.

#### Czasowniki
Również w gwarach szwajcarskich występuje koniugacja. Te przykłady dotyczą wysokoalemańskich narzeczy.
ich gehe – i gaane (też i gang)
du gehst – du gaasch
er geht – er gaat
wir gehen – mir gönd (zachodnie dialekty: mir gaa)
ihr geht – ir gönd (zach. dir gaat)
sie gehen – si gönd (zach. si gaa)
ich frage – i frage
du fragst – du fragsch
er fragt – er fragt
wir fragen – mir fraged (zach. mir frage)
ihr fragt – ir fraged (zach. dir fragt)
sie fragen – si froged (zach. si frage)
ich bin – i bi
du bist – du bisch
er ist – er isch
wir sind – mir sind (zach. mir sy)
ihr seid – ir sind (zach. dir syt)
sie sind – si sind (zach. si sy)

### Czasy
W gwarach szwajcarskich bardzo często pomija się niektóre czasy występujące w języku niemieckim. Dotyczy to przede wszystkim: Präteritum, Plusquamperfektu i Futur II.
ich sage – ich säge
ich sagte – nie istnieje
ich werde sagen – ich (wird) säge
ich habe gesagt – ich ha gsäit (zach. gseit)
ich hatte gesagt – nie istnieje
ich werde gesagt haben – nie istnieje
Czas „Perfekt” jest tworzony razem z: sein i haben.
ich ha gseit – ich bi gsprunge
ich ha grüeft – ich bi gange
ich ha gsuecht – ich bi gloffe

### Zaimki osobowe
Również zaimki osobowe w wielu regionach Szwajcarii są wymawiane inaczej np:
ich – ich (i na terenie Szwajcarii wschodniej)
du – du (czasami dü)
er, sie, es – er, sie, s
wir – mir
ihr – ir (dir na wschodzie)
sie – si
Sie – Si (Dir w kantonie Bern)
mein – mis
dein – dis
sein – sis
unser – öisers
euer – öiers
ihr – ires

### Konjunktiv
Konjunktiv I mowa bezpośrednia 
I sägi 
Du sägisch
Är, Sy, Äs sägi
Mir sägi
Dir sägit
Sy sägi
Konjunktiv II
I sägti
Du sägtisch
Är, Sy, Äs sägti
Mir sägti
Dir sägtit
Sy sägtä
Koniunktiv tworzony razem z „würde“:
Ich würd säge – (i wür säge)
Ich würd bruche – (i wür bruche)
Mir würded säge – (mer würid säge)
Mir würded bruche – (mer würid bruche)

### Wyrazy łączone
Bardzo często w gwarach szwajcarskich tworzy się wyrazy łączone
Przykład:
Gehen wir? – Gömer?
Das kann man nicht sagen. – Das chame(r) nid säge.
Müssen wir das machen? – Müemmer das mache?

## Literatura szwajcarskojęzyczna
Do dziś na terenie Szwajcarii pojawiają się książki pisane w „schwyzertüütsch”. Najczęściej pochodzą one z kantonu Zurych, reprezentując miejscową gwarę – züritüütsch. Niemniej jednak w dolinie Toggenburg są pisane w miejscowej gwarze sagi i baśnie.